# باتريشيا أنتوني
باتريشيا أنتوني (بالإنجليزية: Patricia Anthony)‏ (3 يناير 1947، سان أنطونيو في الولايات المتحدة - 2 أغسطس 2013)؛ كاتِبة وروائية أمريكية.